# Akanksha Salunkhe
Akanksha Salunkhe, née le 24 janvier 1999 à Satara, est une joueuse professionnelle de squash représentant l'Inde. Elle atteint en février 2025 la 62e place mondiale sur le circuit international, son meilleur classement.

## Biographie
Après sa carrière de junior, au cours de laquelle elle a également remporté des tournois internationaux, Akanksha Salunkhe étudie les sciences politiques et les droits de l'homme comme matière principale au Trinity College de 2017 à 2021. Elle a également pratiqué le squash universitaire pour Trinity. Elle joue pour la première fois sur le PSA World Tour en 2015, mais ne devient régulière qu'en 2021.

## Palmarès

### Finales
- Championnats d'Asie par équipes : 2016